# Meniscotherium
Meniscotherium – wymarły ssak wielkości psa. Był posiadającym kopyta roślinożercą. Posiadał zęby policzkowe selenodontyczne.

## Występowanie
Żył  54-38 milionów lat temu (eocen). Skamieniałości odnaleziono w Utah, Nowym Meksyku i Kolorado. Wiele osobników znalezionych w jednym miejscu wskazuje na stadny tryb życia.

## Ewolucja
Jedna z teorii mówi, że opisywany tu północnoamerykański rodzaj wywodzi się z europejskiego Pleuraspidotherium lub jego bliskiego krewnego. Optuje za nią większość specjalistów. Niektórzy jednak wysuwają własne hipotezy, podając jako przodka Protoselene, środkowopaleoceńskie zwierzę z Ameryki Północnej. Pogląd ten pochodzi od Gazina, który opublikował go w 1965. Z kolei 13 lat później Van Valen stwierdził, że rzeczonym przodkiem byłby Ectocion zamieszkujący ten sam kontynent.